# 伊丹駐屯地
伊丹駐屯地（いたみちゅうとんち、JGSDF Camp Itami）は、兵庫県伊丹市緑ヶ丘7-1-1・川西市久代5丁目に所在し、中部方面総監部等が駐屯する陸上自衛隊の駐屯地。

## 概要
主に中部方面隊直轄部隊が駐屯する。第3師団司令部は千僧駐屯地に置かれる。
最寄の演習場は、長尾山演習場。駐屯地司令は、中部方面総監部幕僚長が兼務。至近距離に千僧駐屯地、川西駐屯地がある。警察予備隊創設時、他の管区隊の駐屯地がすんなり決まったのに第3管区隊の駐屯地はなかなか決まらず、移転する近畿管区警察学校の跡地5,000坪と隣接する伊丹市の30,000坪の提供を受けようやく開設された。
宝塚音楽学校では1989年から全生徒が伊丹駐屯地で基本教練の研修を受けている。

## 沿革
警察予備隊伊丹駐屯地
- 1951年（昭和26年）
  - 4月20日：警察予備隊の発足により、伊丹駐屯地として開設。第3管区総監部が宇治駐屯地から移駐[2]。
  - 12月3日：第3衛生大隊、第3通信中隊、第3偵察中隊が舞鶴駐屯地から移駐。第3管区総監部開庁式挙行[2]。

陸上自衛隊伊丹駐屯地
- 1954年（昭和29年）
  - 7月1日：陸上自衛隊へ移管[3]。
  - 7月10日：第3偵察中隊が今津駐屯地へ移駐。
- 1955年（昭和30年）
  - 1月：豊中分屯地を伊丹駐屯地に隷属する分屯地として開設。
  - 10月21日：第7普通科連隊第2大隊が水島駐屯地から移駐。
- 1959年（昭和34年）
  - 4月1日：第3衛生大隊が大津駐屯地へ移駐。
  - 12月20日：第3管区総監部が千僧駐屯地へ移駐[2]。
- 1960年（昭和35年）1月14日：中部方面隊発足により、中部方面総監部が開庁。中部方面会計隊、中部方面警務隊、中部方面音楽隊が編成。
- 1962年（昭和37年）1月18日：第3管区隊が第3師団へ改編され、第7普通科連隊第2大隊を基幹として第36普通科連隊が新編。
- 2004年（平成16年）
  - 3月27日：中部方面後方支援隊第302通信直接支援隊（中部方面通信群を支援）が新編。
  - 3月29日：中部方面衛生隊が新編。
  - 構内にあった伊丹郵便局自衛隊内分室を廃止。
- 2006年（平成18年）
  - 3月26日：隷属する豊中分屯地を廃止。
  - 3月27日：第3後方支援連隊第2整備大隊第2普通科直接支援中隊（第36普通科連隊を支援）が新編。
- 2007年（平成19年）3月28日：中部方面情報処理隊が編成完結。
- 2010年（平成22年）3月26日：中部方面情報処理隊を中部方面情報隊に改編。
- 2022年（令和04年）3月17日：

1. 中部方面通信群を中部方面システム通信群に改編。
2. 第303システム防護隊を新編、システム通信団サイバー防護隊に編合[4][5]。

## 駐屯部隊

### 中部方面隊及び隷下部隊
- 中部方面総監部
- 中部方面総監部付隊
- 中部方面システム通信群
- 中部方面後方支援隊
  - 第302通信直接支援隊：中部方面システム通信群を支援
- 中部方面衛生隊
- 中部方面会計隊
- 中部方面情報隊
- 中部方面音楽隊
- 伊丹駐屯地業務隊

- 第3師団
  - 第36普通科連隊
  - 第3後方支援連隊
    - 第2整備大隊
      - 第2普通科直接支援中隊：第36普通科連隊を支援

### 陸上総隊直轄部隊
- システム通信団
  - サイバー防護隊
    - 第303システム防護隊

### 防衛大臣直轄部隊
- 警務隊
  - 中部方面警務隊
- 陸上自衛隊会計監査隊
  - 中部方面分遣隊

### 共同の部隊
- 自衛隊情報保全隊
  - 中部情報保全隊

## 最寄の幹線交通
- 高速道路：中国自動車道宝塚IC/BS
- 一般道：国道171号、国道176号、 尼崎池田線
- 鉄道：JR西日本福知山線北伊丹駅、阪急電鉄伊丹線伊丹駅
- 港湾：神戸港、大阪港（共に指定特定重要港湾）、尼崎西宮芦屋港（重要港湾）
- 飛行場：大阪国際空港（第一種空港）、神戸空港（第三種空港）、舞洲ヘリポート、神戸ヘリポート